# Ben Aronson
Pour les articles homonymes, voir Aronson.
Ben Aronson, né le 4 octobre 1958 à Boston dans le Massachusetts, est un peintre américain. Fils du peintre David Aronson (en), il vit aujourd'hui à Framingham.

## Œuvres
- Cityscape (1995-2014)
- Wall Street Series (2008-2010)